# Euclides da Cunha Paulista
Pour les articles homonymes, voir Euclides da Cunha et Paulista.
Euclides da Cunha Paulista est une municipalité brésilienne de l'État de São Paulo et la Microrégion de Presidente Prudente.